# Горшок с сюрпризом
Горшок с сюрпризом (нем. Topfschlagen) — это весёлая детская игра, в которой участник с завязанными глазами и ложкой (или деревянной поварёшкой) должен найти перевёрнутый горшок или кастрюлю с угощением или подарком. Чаще всего в неё играют на детских праздниках, например, на днях рождения.

## Правила игры

### Подготовка
- Одному игроку завязывают глаза, дают в р\уки ложку (или поварёшку) и несколько раз крутят на месте, чтобы сбить с толку.
- В комнате ставят перевёрнутый горшок (или кастрюлю), под который кладут сладости или небольшой подарок.

### Поиск горшка/кастрюли
- Игрок на четвереньках должен найти горшок, постукивая ложкой по полу.
- Остальные участники подсказывают, крича:
  - «Горячо!» — если он приближается к горшку,
  - «Холодно!»** — если удаляется.
- Иногда можно помочь, постучав по горшку в начале игры, чтобы задать направление.

### Победа
- Когда игрок находит горшок и стучит по нему ложкой, он снимает повязку и забирает приз.
- Затем ход переходит к следующему участнику, а горшок переставляют в новое место.

## Варианты игры
- Игра в команде: Несколько детей с завязанными глазами ищут горшок одновременно.
- Эстафета: Каждый участник ищет свой горшок на время.

## История и аналоги
Раньше в Германии под горшком прятали живого петуха (игра называлась «Hahnenschlag» — «Петушиный бой»), а победитель забирал птицу. Сейчас игра стала более мирной, а призы — сладкими.
Похожие игры в других культурах:
- Пиньята (Мексика) — разбивание подвесной фигуры с конфетами.
- Жмурки (Россия) — ловля игроков с завязанными глазами.

## Интересные факты
- С 2002 года в Германии даже существует «Клуб любителей топфшлагена»[1][2].